# Wim Spruijt

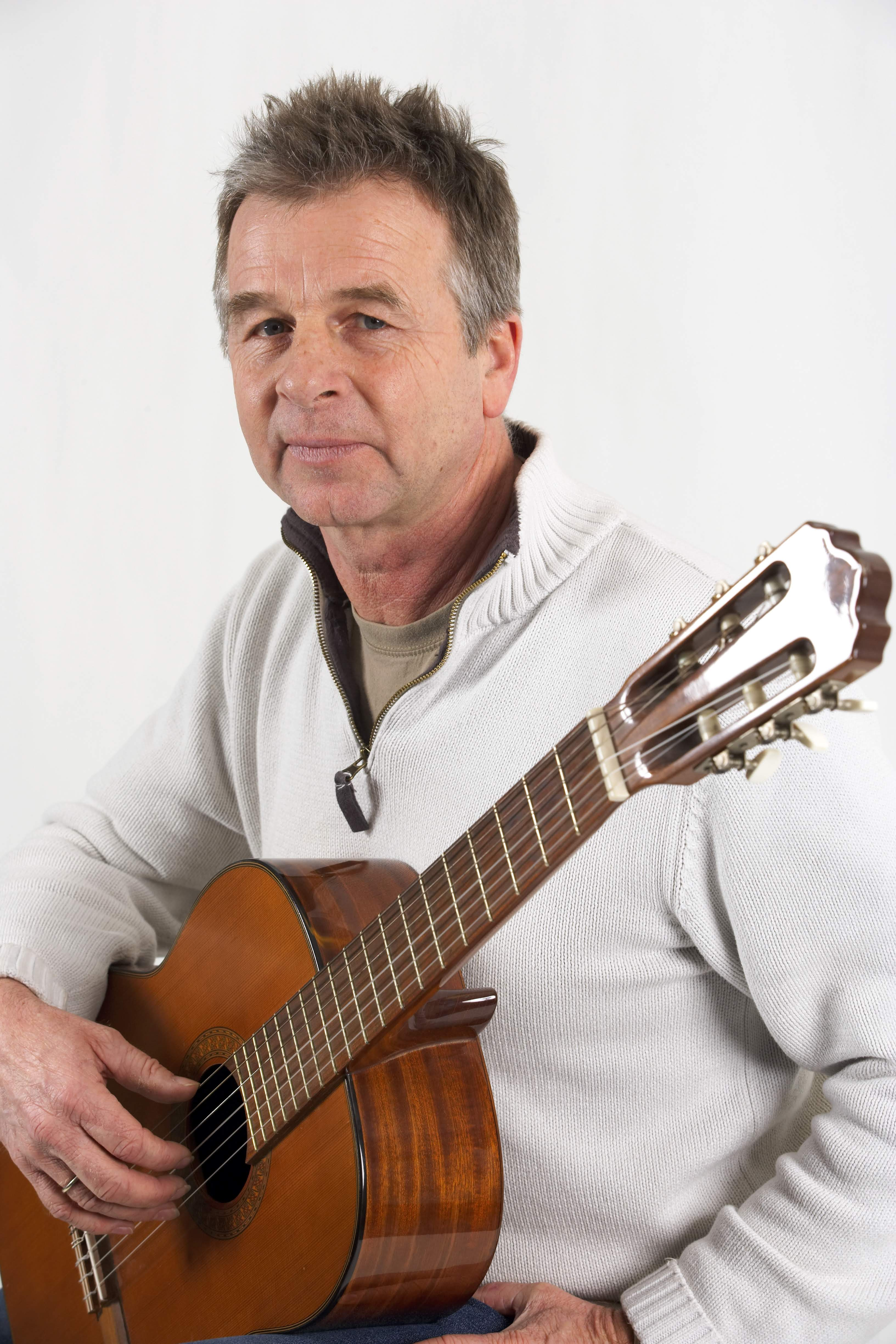
Wim Spruijt, maart 2006

Wim Spruijt (Rotterdam, 25 september 1949 – Middelharnis, 4 mei 2011) was een gitarist op de klassieke gitaar. Ook gaf hij les in het bespelen van dat instrument.
Spruijt studeerde af voor het einddiploma solospel (tegenwoordig Masters) aan het Rotterdams conservatorium, tegenwoordig Codarts Rotterdam geheten, waar hij studeerde bij Koos Tigges en Dick Hoogeveen. Spruijt won de Prix d’Excellence, de voorloper van de Nederlandse Muziekprijs, en hij was in 1975 een van de drie winnaars van het Vriendenkransconcours van de Vrienden van het Concertgebouw en het Koninklijk Concertgebouworkest .
Met Dick Hoogeveen en Henk Westhiner vormde Spruijt in de jaren 80 The Netherlands Guitar Trio, waarmee hij in en binnen- en buitenland optrad. The Netherlands Guitar Trio nam twee cd’s op: in 1985 bij ETCETERA een cd met muziek van Edvard Grieg met onder meer Holberg Suite, op. 40, en in 1989 bij GlOBE met muziek van Manuel de Falla, Vincent Asencio, Ernesto Halffter en Isaac Albéniz. Ook nam hij in 1995 als begeleider van de bariton Peter Goedhart bij het label Erasmus nog een cd op met liederen op muziek van Mikis Theodorakis.